# Casa dell’Amore Punito

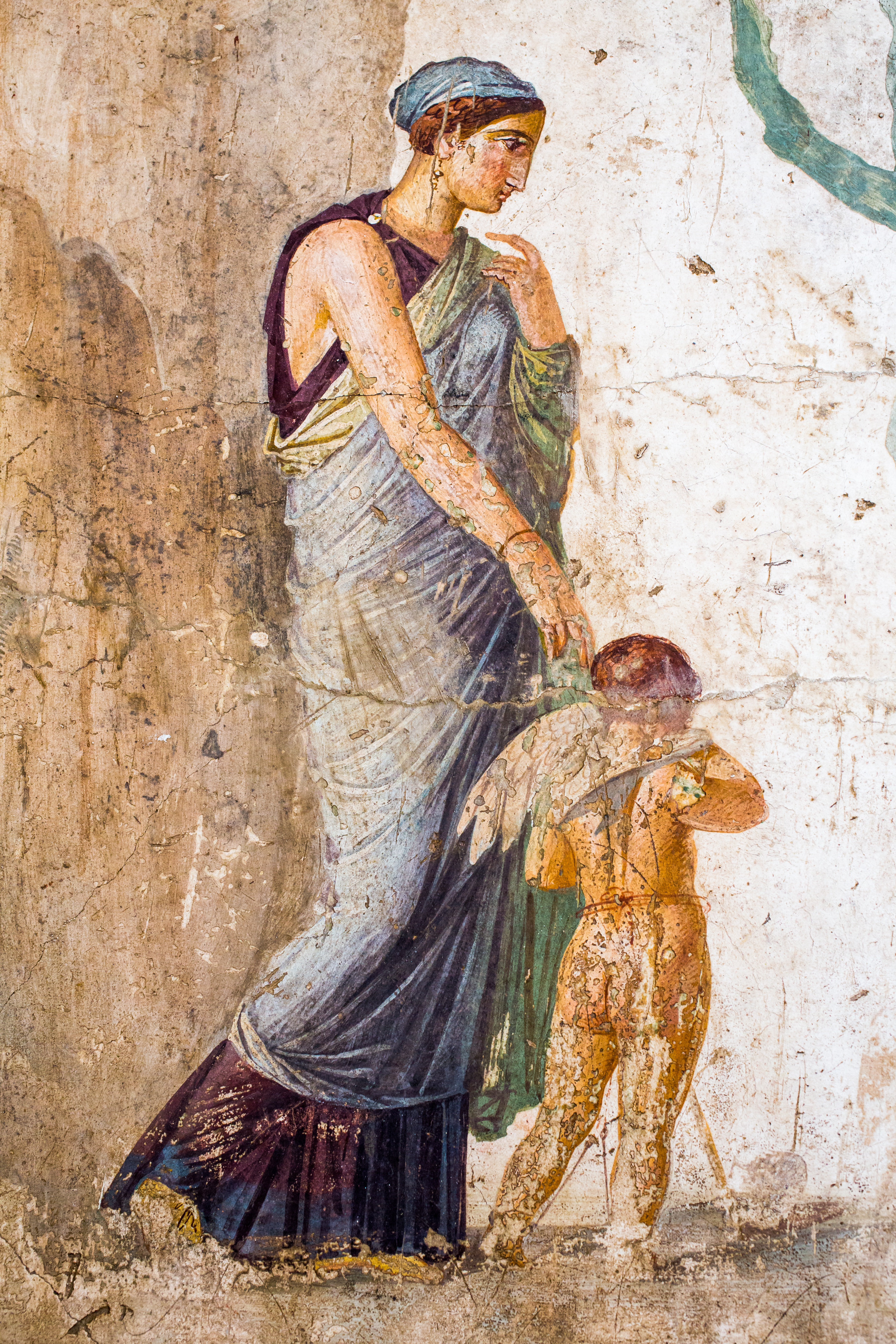
Amor mit einer Frau

Bei der Casa dell’Amore Punito (Haus des bestraften Amor, auch Haus des Vettius) handelt es sich um ein Wohnhaus in Pompeji (VII.2.23), das 1844 und 1867 ausgegraben wurde. Aus dem Haus stammen zwei Wandbilder, die zu den schönsten Beispielen römischer Malerei gezählt und immer wieder in Kunstbüchern abgebildet werden. Das Haus erhielt seinen modernen Namen aufgrund eines dieser Gemälde.

## Beschreibung
Es handelt sich um ein eher kleines, vielleicht im 2. Jahrhundert v. Chr. errichtetes Haus, das einst zwei Stockwerke hatte und zuletzt als Gaststätte diente. Über die Fauces gelangt man in das Atrium, wo sich ein marmornes Impluvium befindet. Es folgt das Tablinum, in das in der letzten Phase des Hauses eine Schenke eingebaut wurde. Der Raum trug Wandmalereien im 3. Stil. Dahinter befindet sich ein kleiner Garten. Aus dem Tablinum stammen zwei Wandbilder, die sich heute im Archäologischen Nationalmuseum Neapel befinden. Auf der Nordwand befand sich die Bestrafung des Amor (Inv.  9257) und auf der Südwand Mars und Venus (Inv. 9249.).
Die Bestrafung des Amor stellt wahrscheinlich eine wenig bekannte Szene aus der Mythologie von Mars und Venus dar: Amor bestimmte, dass Mars sich in eine andere Frau verlieben solle, worauf Amor der Peitho, der Göttin der Überredung, vorgeführt wurde, die ihn bestrafte. Das 1844 gefundene Bild aus dem Haus zeigt eine helle Landschaft. In der Mitte steht ein Baum. Rechts sieht man Venus, die auf einem Felsen sitzt. Auf ihrer Schulter sitzt ein Amor, der auf eine Frau weist, die mit einem gefesselten Amor dasteht. Das andere Bild zeigt im Zentrum Mars und Venus, die Landschaft ist in hellen Farben angedeutet. Links sieht man eine kniende Frau, die eine Truhe öffnet, rechts einen Amor. Lawrence Richardson Jr. vermutete, dass der sogenannte Amore-Punito-Maler, der seinen Notnamen nach dem Bild aus diesem Haus erhielt, beide Wandgemälde ausführte. Richardson Jr. zählt ihn zu den besten pompejanischen Malern überhaupt.

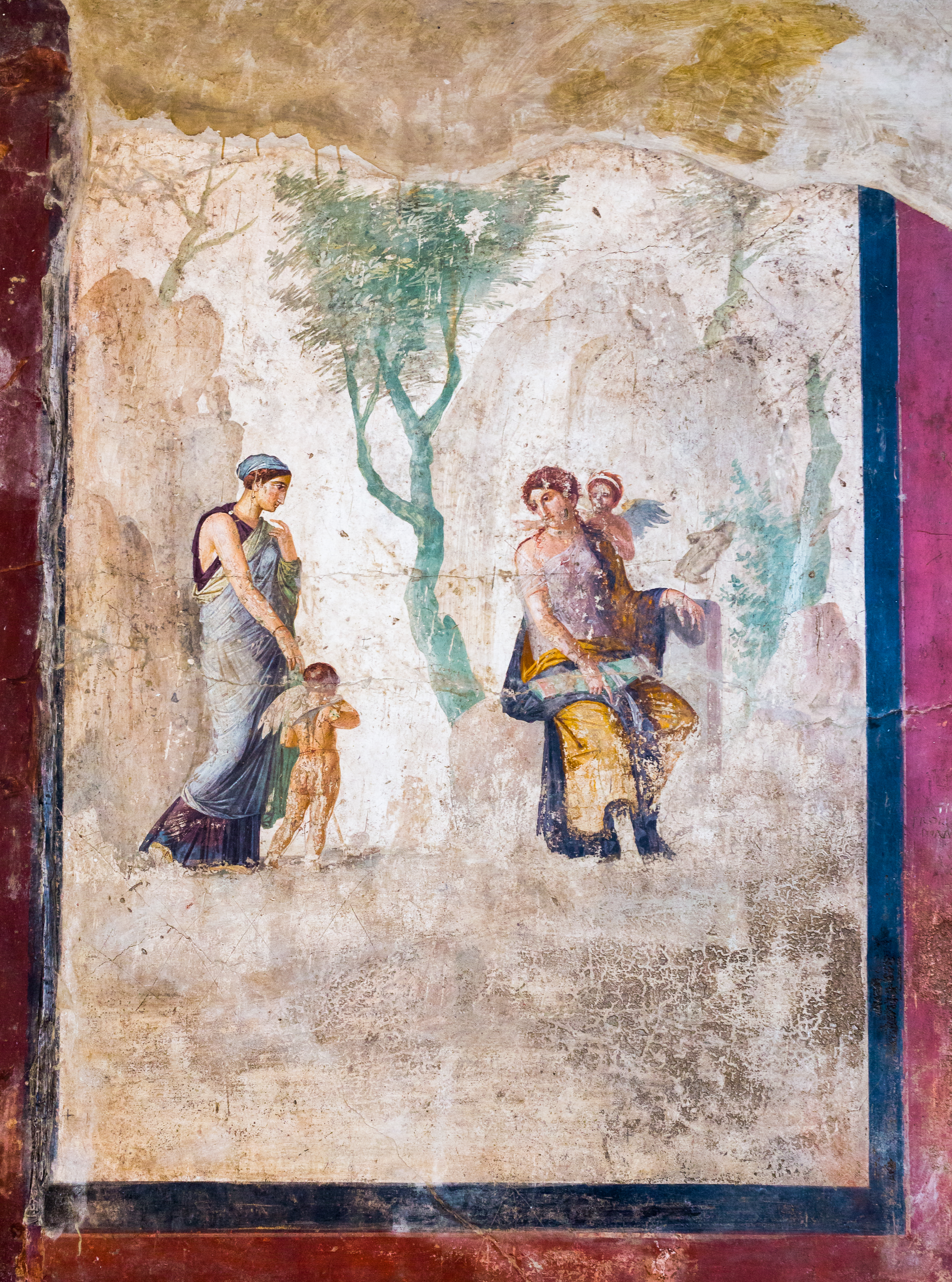
Amor und Venus
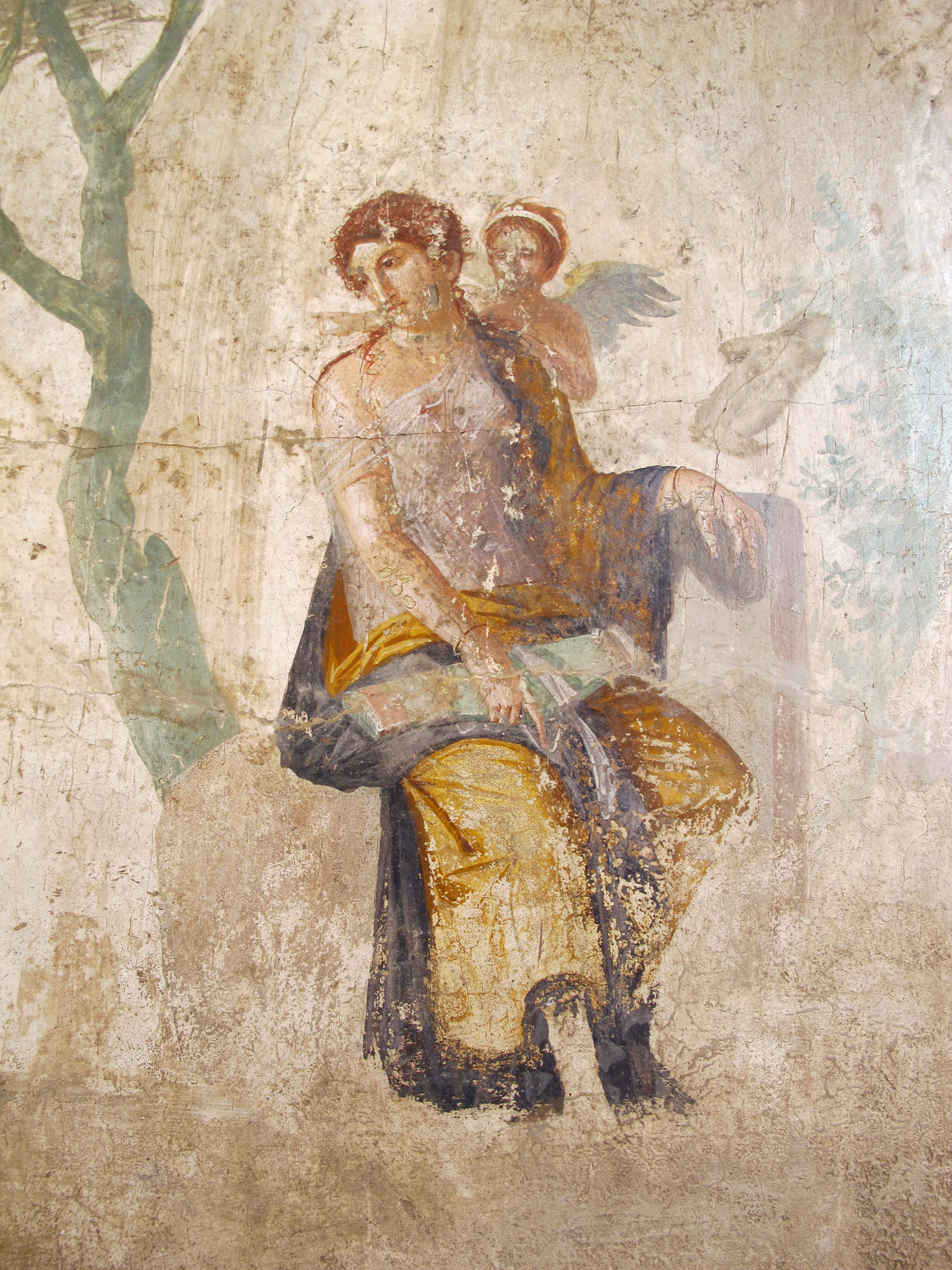
Detail
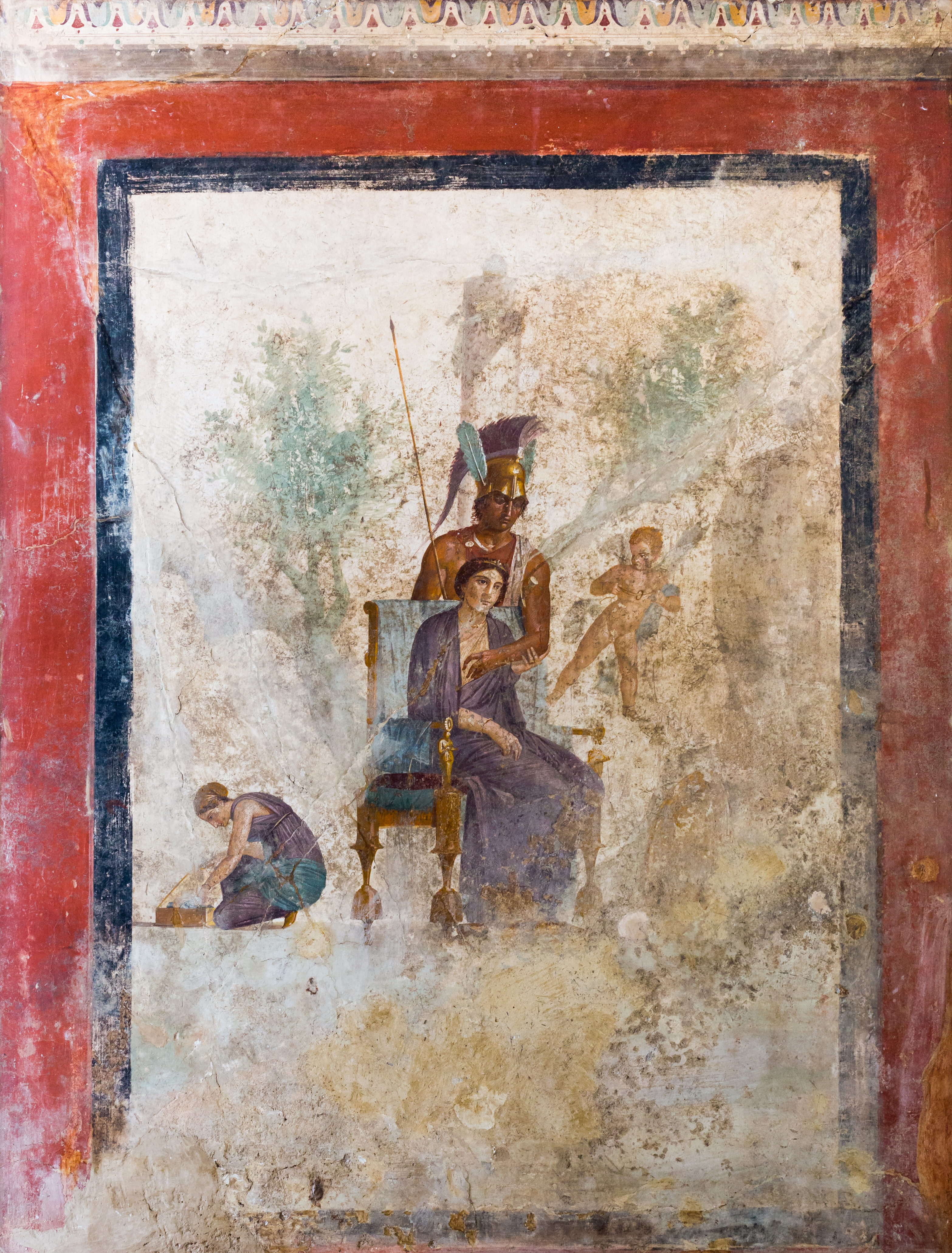
Mars und Venus
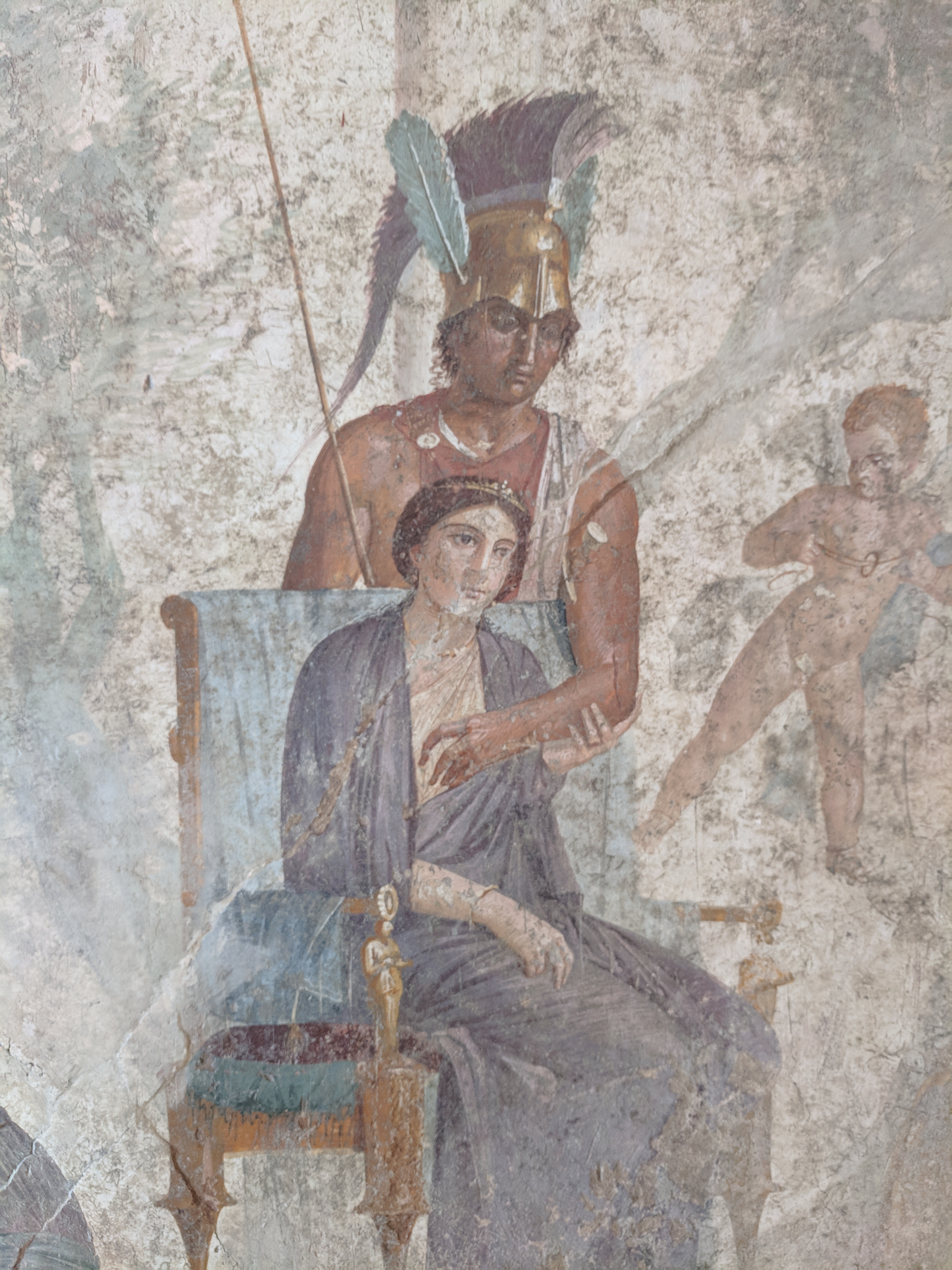
Mars und Venus
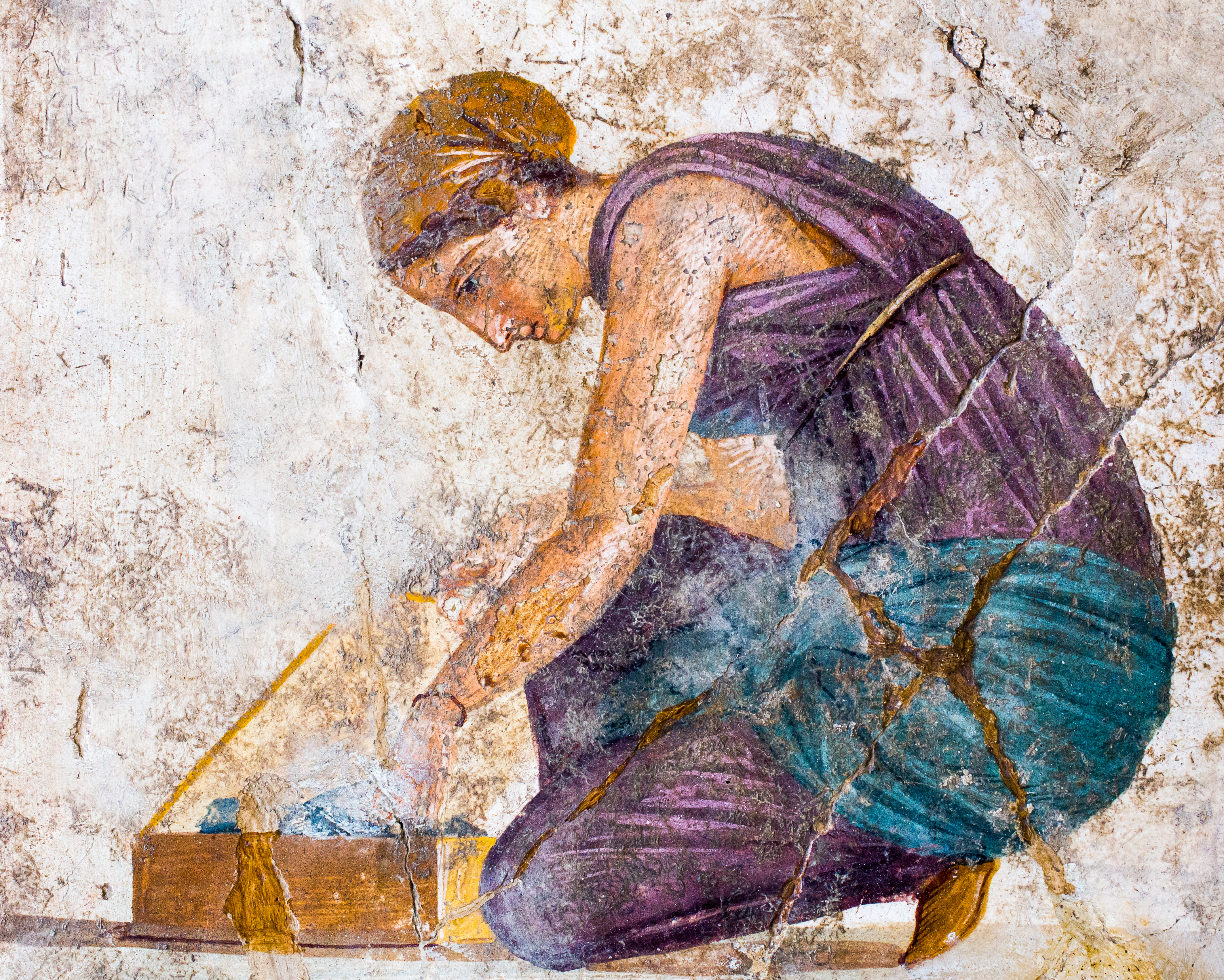
Dienerin